# Mohamed Hammadi
Mohamed Hammadi (* 8. August 1997) ist ein marokkanischer Leichtathlet, der sich auf den Dreisprung spezialisiert hat.

## Sportliche Laufbahn
Erste internationale Erfahrungen sammelte Mohamed Hammadi im Jahr 2019, als er bei der Sommer-Universiade in Neapel mit einer Weite von 15,65 m in der Qualifikationsrunde ausschied. 2021 gewann er bei den Arabischen Meisterschaften in Radès mit 16,25 m die Silbermedaille hinter dem Algerier Yasser Triki. Im Jahr darauf gelangte er bei den Afrikameisterschaften in Port Louis mit 15,54 m auf Rang zehn und anschließend wurde er bei den Mittelmeerspielen in Oran mit 15,64 m Siebter. 2023 gewann er bei den Arabischen Meisterschaften in Marrakesch mit 15,73 m die Bronzemedaille hinter dem Omaner Salim al-Yarabi und seinem Landsmann Abdelhakim Mlaab.
In den Jahren 2021 und 2022 wurde Hammadi marokkanischer Meister im Dreisprung.

## Persönliche Bestleistungen
- Weitsprung: 7,26 m (−1,0 m/s), 26. Juni 2022 in Rabat
- Dreisprung: 16,38 m (+0,5 m/s), 16. Februar 2020 in Fès
  - Dreisprung (Halle): 15,57 m, 4. Februar 2023 in Amiens